# Nada van Dalen
Nada van Dalen (Dordrecht, 2 augustus 1983) is een Nederlands modeontwerpster. Ze heeft sinds 2007 haar eigen modelabel.

## Carrière
Van Dalen deed de opleiding modeontwerp aan de Willem de Kooning Academie in Rotterdam. Tijdens haar studie liep ze stage bij Wendy & Jim in Wenen. Na cum laude geslaagd te zijn begon ze in 2007 haar eigen modelabel. In 2010 werd ze met haar collectie "Immergeradeaussi" genomineerd voor de prestigieuze internationale Fashion & Photography wedstrijd in Hyères, Villa Noaille. In 2021 was ze een van de zes ontwerpers van het Zomeratelier in De Volkskrant.

## Modelabel
Van Dalen beschrijft haar eigen label als: 
"een sociaal geëngageerd rebels modelabel die altijd de grenzen opzoekt in ready-to-wear fashion. Het label werkt niet in seizoenen, maar in kleinere en grotere collecties in verschillende thema’s. Gedreven en geïnspireerd door anticultuur, gabber, metal, shit-shopping, Neue Deutsche Welle, psychologie, seriemoordenaars, het leven, kleine tegenslagen en grote tegenslagen".

## Halte Charlois
Halte Charlois is een doorlopend sociaal-cultureel modeproject van modeontwerper Nada van Dalen van, voor en door de Rotterdamse wijk Charlois.
"Het doel van Halte Charlois is in essentie simpel: Charlois vangen zoals het nu is, vangen voordat het onherkenbaar verdwijnt in de vaart der volkeren. Middels Halte Charlois wil Nada van Dalen Charloissenaren met elkaar verbinden en versterken. Een project met waarde voor de wijk, de omgeving en de Charloissenaar. Dwars door alle generaties heen een Charloisse identiteit vangen en vastleggen. Een identiteit die de Charloissenaar versmelt met zijn straten, parkjes, winkels en huizen; die de paradijsvogels verbindt met de hangjeugd".